# Tasiusaq (Qaasuitsup)
Tasiusaq – osada w zachodniej Grenlandii, położone na archipelagu Upernavik. Nazwa miejscowości w języku grenlandzkim oznacza "zatoka z małym wylotem". W roku 2010 mieszkało tu 248 osób.

## Populacja
Tasiusaq jest jednym z niewielu osiedli w gminie Qaasuitsup wykazujących znaczący wzrost populacji w ciągu ostatnich dwóch dekad, zwiększając się prawie o połowę w stosunku do poziomu z 1990 r. i o ponad 7 procent w stosunku do poziomu z 2000 r.

## Transport
W dni powszednie Air Greenland odbywa (w ramach umowy rządowej) loty z Tasiusaq Heliport do Innaarsuit Heliport i Upernavik Airport.